# Thopeutica pseudoluzona
Thopeutica pseudoluzona is een keversoort uit de familie van de loopkevers (Carabidae). De wetenschappelijke naam van de soort is voor het eerst geldig gepubliceerd in 2004 door Cassola & Ward.